# 원기둥

원기둥

원기둥은 위와 아래의 평면(두 개의 밑면)이 원이고 고정된 축과 항상 평행인 직선의 회전으로 생긴 입체를 말한다. 각기둥과 비슷하지만 밑면이 다각형이 아닌 원이기 때문에 각기둥은 아니다. 그리고 두 밑면이 서로 평행하고 합동이다.

## 부피와 겉넓이
반지름이 r, 높이가 h인 원기둥의 부피 V와 겉넓이 A는 다음과 같다.
{\displaystyle V=\pi r^{2}h\,}
{\displaystyle A=2\pi r^{2}+2\pi rh=2\pi r(r+h)\,}

## 방정식
원뿔의 축을 z 축으로 둔 데카르트 좌표계에서, 해당 원기둥의 방정식은 다음과 같다.
{\displaystyle x^{2}+y^{2}=r^{2}}
매개변수 방정식(parametric equation)으로도 표현 가능하다.
{\displaystyle x=r\cos \theta }
{\displaystyle y=r\sin \theta }
{\displaystyle z=\varphi }
여기서 θ ∈ [0, 2π], φ ∈ ℝ는 매개변수이다.

## 같이 보기
- 원기둥 좌표계